# Pedra de Xabaca

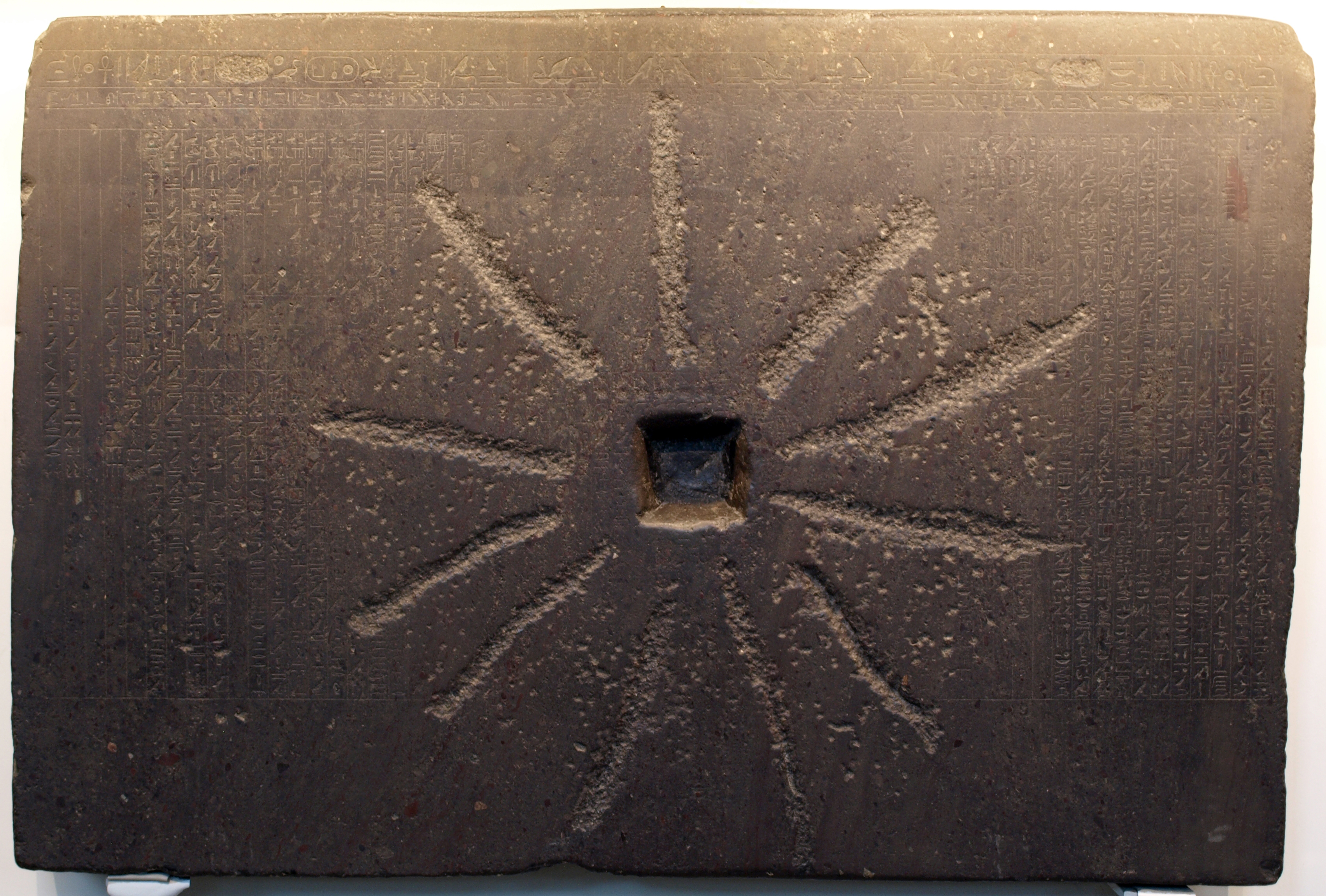
Pedra de Xabaca, na qual se apreciam os danos causados durante o seu uso como mó.

A pedra de Xabaca é uma laje de granito de 66 x 137 cm., escrita em hieroglíficos que se encontra atualmente no Museu Britânico catalogada com a referência EA 498. Nela está gravada a teologia menfita, segundo a qual Ptá é o deus supremo, criador do mundo e dos demais deuses.

## Descrição
A estela foi encomendada pelo faraó Xabaca no século VIII a.C. Segundo afirma na segunda linha, 
| “ | ... Encontrou-o como uma obra realizada pelos seus antepassados, que fora destruída pelos vermes, de maneira a que não podia ser reconhecido na íntegra. Por isso o copiou de novo,... | ” |

A escrita é apenas visível pelo desgaste devido ao uso, do qual se aprecia um orifício e onze canais, lembrança do uso que tinha como mó quando foi descoberta e entregada ao Museu britânico pelo conde Spencer em 1805.

## Conteúdo
Segundo explica o próprio texto, o faraó inspecionou o Templo de Ptá em Mênfis e encontrou um papiro quase destruído, pelo qual mandou gravar o seu conteúdo numa laje. O escriba reproduziu o estilo e linguagem do primitivo documento, um estilo similar ao do Livro das Cavernas, embora seja mais tardio. Alguns egiptólogos datam o texto original no Império Antigo pela linguagem arcaica das suas inscrições, embora outros, como F. Junge, acreditam que o estilo antigo foi imitado deliberadamente, quer para solenizar o texto, quer para bajular os sacerdotes de Ptá fingindo uma antiguidade que o fizesse mais respeitável.
O texto começa com duas linhas de apresentação, a primeira com os nomes de Xabaca (com os hieroglíficos em tamanho maior que no restante) e a segunda com a motivação do escrito, seguidas por um espaço vazio horizontal.
O restante do documento está distribuído em 62 colunas numeradas do 3 ao 64, embora a parte central (colunas 24 - 47) seja ilegível ao ter sido usado como mó durante anos. Nas primeiras colunas fala dos deuses e das relações entre eles e com o Egito. A partir da coluna 48 explica a criação do mundo por Ptá, e acaba com a morte e ressurreição de Osiris e a unificação do Alto e Baixo Egito por Hórus.

### Características
Usa deliberadamente algumas características espaçais diferentes da norma geral de escrita:
- diferença o colofão e assinatura (linhas horizontais) do corpo do escrito (colunas).
- O texto das colunas le-se de esquerda a direita e de cima abaixo, apesar de cada um dos hieroglíficos continuarem estando à direita, como nas linhas/colunas 1, 2 e 48.
- Introduz recursos visuais para captar a atenção, como linhas vazias (sob a linha 2) ou colunas em branco (coluna 5). Nas cinco primeiras colunas apenas está escrita a parte central.[3]